# Antistrophe glabra
Antistrophe glabra är en viveväxtart som beskrevs av A. G. Pandurangan och V. J. Nair. Antistrophe glabra ingår i släktet Antistrophe och familjen viveväxter. Inga underarter finns listade i Catalogue of Life.